# Solanină
Solanina este un alcaloid sterolic toxic, având o structura de 27 atomi de carbon. Din cauza faptului că acești alcaloizi se pot găsi sub formă heterozidică, mai poarta denumirea și de glicoalcaloizi. După cum indică și numele său, compusul se întâlnește în diverse organe ale reprezentanților familiei Solanaceae, precum: cartoful (Solanum tuberosum), roșia (Solanum lycopersicum), vânăta (Solanum melongena) și lăsniciorul (Solanum dulcamara).
Solanina poate fi întâlnită în tulpină, fructe sau tuberculi (la încolțire). Are o puternică acțiune toxică (în cantități foarte mici), fiind utilizată mai ales pentru proprietățile sale ca fungicid și pesticid. Alături de ea în tuberculii de cartofi încolțiți se întâlnește și chaconina, un alt glicoalcaloid. În general conținutul de solanină este direct proporțional cu culoarea verde a tuberculilor (culoare dată de clorofilă), ceea ce duce la deteriorarea lor . În general nivelul maxim de solanină admis trebuie să fie sub 0,2mg/g. 

## Intoxicații
Intoxicația cu solanină se manifestă în principal prin tulburări gastrointestinale și neurologice. Simptomele includ: greață, diaree, emeză, crampe stomacale, arsuri esofagiene, disritmii cardiace, coșmaruri, cefalee, amețeală, prurit, eczeme, tulburări tiroidiene și manifestări inflamatorii și dureroase ale articulațiilor. Cazurile severe pot evolua cu halucinații, pierderea senzației, paralizie, febră, icter, midriază, hipotermie și chiar deces.